# João XI de Constantinopla
João XI de Constantinopla, dito Beco (em latim: Beccus/Veccus; em grego: Βέκκος; romaniz.: Bekkos/Vekkos), nascido por volta de 1225 e morto em março de 1297, foi o patriarca grego ortodoxo de Constantinopla entre 2 de junho de 1275 e 26 de dezembro de 1282 e o principal defensor da reunião entre a Igreja Católica e a Igreja Ortodoxa durante o Império Bizantino.

## Biografia
João Beco nasceu em Niceia entre os exilados de Constantinopla durante o período da ocupação latina da cidade e morreu aprisionado na fortaleza de São Gregório perto da entrada do Golfo da Nicomédia. O nosso conhecimento sobre a vida de Beco deriva de seus próprios escritos e os de outros autores bizantinos, como Jorge Paquimeres e Nicéforo Gregoras, de obras contra ele por Gregório II Cipriota e outros, e de defesas de sua posição por defensores da união eclesiástica, como Constantino Meliteniota e Jorge Metoquita. 

### União das Igrejas
A história de Beco está intimamente ligada com a da União das Igrejas, decretada no Segundo Concílio de Lyon (1274), uma união patrocinada pelo papa Gregório X no ocidente e pelo imperador bizantino Miguel VIII Paleólogo no oriente. A política de união de Miguel foi, em grande parte, politicamente motivada e Beco inicialmente era contra. Mas, depois que Miguel VIII mandou prendê-lo na Torre de Anemas por falar contra ela, Beco mudou de ideia (1273). A leitura de alguns padres gregos, como Basílio, o Grande, Cirilo de Alexandria e Epifânio de Salamina convenceu Beco que as diferenças teológicas entre as igrejas grega e latina haviam sido exageradas. 
Após o patriarca José I Galesiota ter abdicado no início de 1275 por causa de sua oposição ao Concílio de Lyon, Beco foi eleito para substituí-lo. Sua relação com o imperador já era, por vezes, tempestuosa e, embora Miguel VIII dependesse de Beco para manter a paz de seu império com o ocidente, ele se incomodava com as repetidas intercessões dele em prol dos pobres. Miguel era um homem perspicaz e sabia como tornar a vida do patriarca miserável através de pequenas humilhações até que, em março de 1279, Beco renunciou desgostoso e teve que ser "convencido" a retomar o emprego novamente em 6 de agosto de 1279. Os anos finais do reinado de Miguel VIII foram inteiramente tomados com a defesa de seu império contra a ameaça representada pelo rei ocidental Carlos de Anjou e, em sua ansiedade para estar à altura da ameaça, Miguel iniciou um "reino do terror" contra os oponentes da união. Contudo, não existem evidências convincentes de que João Beco tenha tomado parte ativamente ou mesmo apoiado estes atos de perseguição violenta.
Ainda que no início de seu patriarcado Beco tenha prometido não responder a panfletos que estavam circulando contra a união eclesiástica, no final do reino de Miguel ele mudou de ideia sobre o assunto e passou a "realizar numerosos sínodos, convocando todos, e recuperando livros e publicando muitos outros" defendendo a união em bases teológicas, argumentando a favor da compatibilidade da doutrina latina com a tradição patrística grega. O efeito disto foi conseguir alienar ainda mais a maior parte do clero grego contra ele e foi esta atividade editorial que serviria, mais tarde, como prova explícita para as acusações que seriam feitas contra ele.

### Concílio de Blaquerna
A união eclesiástica criada por Miguel VIII nunca foi popular em Bizâncio e, após a sua morte em 11 de dezembro de 1282, seu filho e sucessor, Andrônico II Paleólogo, a repudiou. No dia depois do Natal de 1282, João Beco se retirou para um mosteiro, o antigo patriarca anti-união, José I, foi trazido para Constantinopla numa maca e uma série de concílios e encontros públicos se seguiram, liderados por um grupo de monges anti-união. Beco, temendo uma morte violenta pelas mãos da multidão, foi induzido a assinar uma renúncia formal de suas opiniões unionistas e de seu sacerdócio (em janeiro de 1283), uma renúncia que ele depois abjurou como tendo sido obtida sob pressão, mas que também será utilizada contra ele mais tarde. Em seguida, Beco passou alguns anos em prisão domiciliar num grande mosteiro em Prusa, na Ásia Menor. De lá, ele iniciou uma campanha literária para se exonerar e conseguiu que um concílio fosse reunido para tratar do seu caso. Ele ocorreu no palácio imperial de Blaquerna, em Constantinopla, se reunindo em várias sessões entre fevereiro e agosto de 1285. Embora este Concílio de Blaquerna tenha reafirmado a condenação anterior de Beco, o patriarca deposto, numa série de obras, conseguiu difamar tanto a afirmação dogmática contra ele (o Tomo de 1285) que o seu autor, o patriarca Gregório II Cipriota renunciou em 1289. Beco enxergou nisso a reabilitação de seu ponto de vista. Ele passou os anos restantes de sua vida na prisão, na fortaleza de São Gregório, revisando suas obras e mantendo relações amigáveis com o imperador e com membros proeminentes do clero bizantino, mas sem jamais renunciar às suas opiniões unionistas. 
Beco morreu em 1297

## Pensamento teológico
A base da disputa de Beco com os seus contemporâneos era uma discordância entre eles sobre as implicações de uma fórmula tradicional patrística, que afirma que o Espírito Santo "procede" do Deus Pai "através do Filho" (em grego: διὰ τοῦ Υἱοῦ). Já no século IX, esta expressão estava sendo interpretada de duas formas diferentes: os escritores latinos viam-na implicando a doutrina agostiniana de que o Espírito Santo procede do Pai "e do Filho" (a famosa cláusula Filioque); os escritores gregos, especialmente a partir do tempo de Fócio, viam-na como consistente com a visão de que o Espírito Santo procederia do Pai "apenas". Beco originalmente concordava com a visão de Fócio, mas após ter lido os padres gregos e alguns escritores gregos medievais, como Nicéforo Blemides e Nicetas de Maroneia, mudou de opinião. A maior parte do debate de João Beco com Gregório II Cipriota foi sobre o significado dos textos de Cirilo de Alexandria e outros padres, cuja escolha de palavras (o Espírito "existe a partir do Filho"; o Espírito "tem como fonte eterna" o Filho etc.) Beco acreditava ser consistente com a doutrina latina, enquanto que Gregório interpretava estes textos como necessariamente se referindo a uma eterna "manifestação" do Espírito Santo através ou a partir do Filho. Este debate do século XIII tem considerável relevância para as atuais discussões ecumênicas sobre a reunião entre a Igreja Ortodoxa e a Igreja Católica.

## Edições
A maior parte das obras de Beco está no volume 141 da Patrologia Grega (PG) de Migne, com algumas ainda não publicadas. Migne republicou as edições do século XVII de Leão Alácio. Uma re-edição mais confiável foi produzida por H. Laemmer no século XIX (Scriptorum graeciae orthodoxae bibliotheca selecta, Freiburg, 1864), mas mesmo esta deixa a desejar por não indicar as referências para as muitas citações patrísticas de Beco. Apenas uns curtos e poucos textos de Beco foram alvo de edições críticas modernas. Um deles foi a obra De pace ecclesiastica ("Sobre a Paz Eclesiástica"), em V. Laurent e J. Darrouzès, Dossier Grec de l’Union de Lyon, 1273-1277 (Paris, 1976). Nela, Beco critica os fundamentos do cisma entre as Igrejas com bases unicamente históricas, destacando que o patriarca Fócio só resolveu lançar uma campanha contra a doutrina latina após a sua alegação ao patriarcado de Constantinopla ter sido rejeitada pelo papa Nicolau I. Algumas das mais importantes obras de Beco são:
- Sobre a União e a Paz das Igrejas da Antiga e da Nova Roma (PG 141, 15-157): esta obra sumariza os principais argumentos patrísticos de Beco e refuta os argumentos de quatro críticos bizantinos da teologia cristã latina (Fócio, João Furnes, Nicolau de Metone e Teofilacto de Ácrida).
- Epígrafes (PG 141, 613-724): uma antologia de textos patrísticos organizados em treze seções e que apresenta uma argumentação bem afirmada pela compatibilidade das doutrinas latina e grega sobre a processão do Espírito Santo. Cento e sessenta anos depois, ela foi instrumental para convencer Bessarion, no Concílio de Florença, de que a doutrina latina era ortodoxa.
- Orações I e II sobre a sua própria Deposição (PG 141, 949-1010): O relato do próprio Beco sobre os eventos durante os tumultuados sínodos do início de 1283.
- De libris suis ("Sobre suas próprias Obras") (PG 141, 1019-1028): uma obra curta, mas essencial para a crítica histórica dos textos de Beco. Nela, ele discute os princípios que governaram a sua revisão de sua própria obra em uma edição que ele escreveu à mão enquanto estava preso.
- Refutação do 'Tomo' de Giorgius Cyprus (PG 141, 863-923) e Quatro livros para Constantino Meliteniota (PG 141, 337-396): A crítica de Beco a seu antagonista, Gregório II Cipriota (que é conhecido por seu nome de batismo, Giorgius Cyprus).